# 宇宙重力波背景放射
宇宙重力波背景放射（英：cosmic gravitational wave background）とは宇宙のインフレーション理論の裏づけの一つで、宇宙背景放射の偏りを調べることにより直接的または間接的に観測される。以下の三つの現象の結果として生じる。
1. 宇宙自身の爆発膨張
2. 爆発後の再加熱
3. 流動物質の渦流による混合と放射

## 関連
- 一般相対性理論
- 重力波
- en:Linearised Einstein field equations
- LIGO, en:Virgo interferometer, en:GEO600, TAMA300 - 重力波検出器
- LISA 計画中の宇宙重力波レーザー干渉計アンテナ
- ビッグバンオブザーバー LISAの後継として計画中
- en:Sticky bead argument